# 1290
| [ Edytuj tabelę ]                          |                                                                        |
| Książę Małopolski                          | - 1288 Henryk IV Prawy 1290 - 1290 Przemysł II 1291                    |
| Książę Wielkopolski                        | - 1273 Przemysł II 1296                                                |
| Król Albanii                               | - 1285 Karol II 1301                                                   |
| Współksiążęta Andory                       | - 1278 Pere d'Urg 1293 - 1278 Roger Bernard I 1302                     |
| Król Angkoru                               | - 1244 Dżajawarman VIII 1295                                           |
| Król Anglii                                | - 1272 Edward I 1307                                                   |
| Król Aragonii i Walencji, hrabia Barcelony | - 1285 Alfons III Liberalny 1291                                       |
| Margrabia Brandenburgii                    | - 1267 Konrad 1304 - 1267 Otto IV 1308                                 |
| Książę Burgundii                           | - 1272 Robert II 1306                                                  |
| Książę Dolnej Bawarii                      | - 1253 Henryk XIII 1290 - 1290 Stefan I 1309 - 1290 Otton III 1312     |
| Książę Górnej Bawarii                      | - 1253 Ludwik II 1294                                                  |
| Cesarz Bizancjum                           | - 1282 Andronik II Paleolog 1328                                       |
| Car Bułgarii                               | - 1280 Jerzy I Terter 1292                                             |
| Cesarz Chin                                | - 1279 Kubilaj-chan 1294                                               |
| Król Cypru                                 | - 1285 Henryk II 1306                                                  |
| Król Czech                                 | - 1278 Wacław II 1305                                                  |
| Król Danii                                 | - 1286 Eryk Menved 1319                                                |
| Władca Egiptu                              | - 1279 Kalawun 1290 - 1290 Al-Aszraf Chalil 1293                       |
| Cesarz Etiopii                             | - 1285 Jagbya Tsyjon 1294                                              |
| Król Francji                               | - 1285 Filip IV Piękny 1314                                            |
| Król Gruzji                                | - 1289 Wachtang II 1292                                                |
| Hrabia Holandii                            | - 1256 Floris V 1296                                                   |
| Cesarz Japonii                             | - 1287 Fushimi 1298                                                    |
| Kalif                                      | - 1262 Al-Hakim bi-Amr Allah 1302                                      |
| Król Kastylii i Leónu                      | - 1284 Sancho IV Odważny 1295                                          |
| Patriarcha Konstantynopola                 | - 1289 Atanazy I 1293                                                  |
| Władca Korei                               | - 1274 Ch’ungnyŏl 1308                                                 |
| Wielki książę litewski                     | - 1285 Butygejd 1291                                                   |
| Sułtan Maroka                              | - 1286 Abu Jakub Jusuf 1307                                            |
| Książę Mediolanu                           | - 1287 Matteo I Wielki 1302                                            |
| Książę Moskwy                              | - 1283 Daniel Aleksandrowicz 1303                                      |
| Król Nawarry                               | - 1284 Filip I 1305                                                    |
| Król Norwegii                              | - 1280 Eryk II Wróg Księży 1299                                        |
| Hrabia Palatynatu                          | - 1253 Ludwik II Bawarski 1294                                         |
| Papież                                     | - 1288 Mikołaj IV 1292                                                 |
| Król Portugalii                            | - 1279 Dionizy I 1325                                                  |
| Sułtan Rumu                                | - 1284 Masud II 1293                                                   |
| Książę Rusi halickiej                      | - 1270 Lew I 1300                                                      |
| Cesarz Rzymski (niemiecki)                 | - 1273 Rudolf I Habsburg 1291                                          |
| Książę Saksonii                            | - 1260 Albrecht II 1298                                                |
| Król Serbii                                | - 1282 Stefan Urosz II 1321                                            |
| Król Singasari                             | - 1268 Kertanagara 1292                                                |
| Król Szkocji                               | - 1286 Małgorzata 1290                                                 |
| Król Szwecji                               | - 1275 Magnus I Birgersson Ladulås 1290 - 1290 Birger I Magnusson 1318 |
| Doża Wenecji                               | - 1289 Pietro Gradenigo 1311                                           |
| Król Węgier                                | - 1272 Władysław IV Kumańczyk 1290 - 1290 Andrzej III 1301             |
| Wielki mistrz zakonu krzyżackiego          | - 1283 Burkhard von Schwanden 1290                                     |

Rok 1290 / MCCXC
stulecia: XII wiek ~
XIII wiek ~
XIV wiek

lata: 1280 «
1285 «
1286 «
1287 «
1288 «
1289 «
1290
» 1291
» 1292
» 1293
» 1294
» 1295
» 1300

## Wydarzenia w Polsce
- 23 czerwca – zmarł we Wrocławiu otruty Henryk IV Prawy. Inicjatorem zbrodni był człowiek wyznaczony na posła, który skradł pieniądze przeznaczone na podróż. Po śmierci Henryka IV Probusa zgodnie z zawartym poprzednio układem Kraków i Sandomierz dziedziczyć miał Przemysł II, Wrocław zaś przypadał w udziale Henrykowi głogowskiemu. Przemysł II wkroczył do Krakowa. Utrzymał się w nim zaledwie kilka miesięcy. Król Czech Wacław II okazał się silniejszy, toteż książę poznański musiał oddać mu Wawel i zrzec się praw do ziemi krakowskiej. Przemysł II wydobył z krakowskiego skarbca i zabrał ze sobą do Poznania stare insygnia koronacyjne króla Bolesława Śmiałego. W Sandomierzu w dalszym ciągu trzymał się Władysław I Łokietek.
- Henryk IV Prawy w testamencie przekazał ziemię nysko-otmuchowską biskupom wrocławskim.
- Na miejscu drewnianej świątyni, rozpoczęto budowę Kościoła Mariackiego w Krakowie, kościół został ukończony w roku 1300.
- Wąsosz, Pełczyce, Słupca otrzymały prawa miejskie.

## Wydarzenia na świecie
- 13 lipca – Andrzej III został koronowany na króla Węgier.
- 18 grudnia – Birger I został królem Szwecji.
- Wypędzenie Żydów z Anglii.

## Urodzili się
- 15 października – Anna Przemyślidka, królowa czeska, tytularna królowa polska (zm. 1313)

- Jan Parricida, pogrobowy syn Rudolfa II (zm. 1312/1313)[1]
- Małgorzata Burgundzka, siostra Joanny Burgundzkiej, królowa Francji i Nawarry, żona Ludwika X (zm. 1315)

## Zmarli
- 23 czerwca – Henryk IV Prawy, książę wrocławski i krakowski (ur. 1257 lub 1258)[2]
- 10 lipca – Władysław IV Kumańczyk, król Węgier (ur. ok. 1262)[3]
- 24 sierpnia – Zawisza z Falkenštejnu, czeski rycerz, mąż Kunegundy Halickiej (ur. 1246)[4]
- 28 listopada – Eleonora Kastylijska, królowa Anglii (ur. ok. 1240)[5]
- 18 grudnia – Magnus I Birgersson, król Szwecji (ur. ?)
- data dzienna nieznana:
  - Prijezda II, ban Bośni (ur. przed 1242)[6]